# Cenocoelius porteri
Cenocoelius porteri är en stekelart som beskrevs av Saffer 1982. Cenocoelius porteri ingår i släktet Cenocoelius och familjen bracksteklar. Inga underarter finns listade.